# Bloco da Anitta
Bloco da Anitta (anteriormente chamado de Bloco das Poderosas) é um bloco carnavalesco do Rio de Janeiro, mas que também já desfilou em outras cidades, criado pela cantora brasileira Anitta. Em 14 de janeiro de 2016, o bloco foi lançado oficialmente no Rio de Janeiro durante o primeiro ensaio do bloco.
Durante a década de 2020, passou a ser listado entre os 20 maiores blocos do Carnaval do Rio de Janeiro.

## História

Logomarca do Bloco das Poderosas.

O bloco foi criado inicialmente com o nome de Bloco das Poderosas.
Foram realizados cinco ensaios do durante o período de janeiro a fevereiro 2016, sendo realizados no clube Monte Líbano no Rio de Janeiro e dois no Alto do Andu em Salvador. Durante os quatro ensaios, Anitta recebeu no palco Harmonia do Samba e Banda Eva.
Em 2019, a cantora criou os Ensaios da Anitta como um pré evento  para o seu Bloco de Carnaval como uma série de ensaios ao vivo que permitem aos fãs acompanhar a preparação e a evolução dos shows do bloco. O projeto oferece um vislumbre dos bastidores, da coreografia e das produções musicais que fazem parte das apresentações.
Posteriormente, como já era informalmente chamado de "Bloco da Anitta", acabou adotando esta denominação oficial. Em 2024, desfilou na Rua Primeiro de Março, 1 até a Av. Pres. Antônio Carlos, 12 - Centro do Rio de Janeiro, no sábado pós-Carnaval, das 7 horas ao meio dia. Foi considerado destaque do primeiro dia do chamado "pós-carnaval" na cidade.

## Corte
| Cargo          | Ano                | Ano                | Ano                      | Ano                  | Ano           |
| Cargo          | 2016               | 2017               | 2018                     | 2019                 | 2020–presente |
| -------------- | ------------------ | ------------------ | ------------------------ | -------------------- | ------------- |
| Rainha         | Giovanna Ewbank    | Thaila Ayala       | Giovanna Ewbank          | Luísa Sonza          | Não houve     |
| Rei            | Marcus Majella     | Marcus Majella     | Marcus Majella           | Marcus Majella       | Não houve     |
| Madrinha       | Gabriela Pugliesi  | Monique Alfradique | Monique Alfradique       | Monique Alfradique   | Não houve     |
| Padrinho       | David Brazil       | David Brazil       | David Brazil             | David Brazil         | Não houve     |
| Musa           | Monique Alfradique | Isabella Santoni   | Giovanna Lancellotti     | Giovanna Lancellotti | Não houve     |
| Muso           | Klebber Toledo     | Marcelo Mello Jr.  | Alesso                   | Eri Johnson          | Não houve     |
| Gata           | Não houve          | Bianca Andrade     | Cacau Protásio           | Cynthia Senek        | Não houve     |
| Gato           | Não houve          | André Nicolau      | André Nicolau            | André Nicolau        | Não houve     |
| Diva           | Não houve          | Não houve          | Jojo Maronttini          | Jojo Maronttini      | Não houve     |
| Corte de honra | Bruno Gagliasso    | Bruno de Luca      | Sabrina Sato Thaynara OG | Luísa Mell Léo Kret  | Não houve     |

## Agenda

### Ensaios
| Data                    | Cidade         | Local              | Artista(s) convidado(s)           | Ref.   |
| Brasil                  | Brasil         | Brasil             | Brasil                            | Brasil |
| ----------------------- | -------------- | ------------------ | --------------------------------- | ------ |
| 14 de janeiro de 2016   | Rio de Janeiro | Clube Monte Líbano | - Banda Eva - Harmonia do Samba   |        |
| 28 de janeiro de 2016   | Rio de Janeiro | Clube Monte Líbano | - Banda Vingadora - Tchakabum     | [ 11 ] |
| 9 de fevereiro de 2017  | Rio de Janeiro | Clube Monte Líbano | - Tchakabum - Terra Samba         | [ 12 ] |
| 11 de fevereiro de 2017 | São Paulo      | The Week           | - Preta Gil - Tati Quebra-Barraco |        |
| 14 de janeiro de 2018   | Rio de Janeiro | The Beach House    | - Harmonia do Samba - Tchakabum   | [ 13 ] |
| 20 de janeiro de 2018   | São Paulo      | The Week           | - Jojo Maronttinni                |        |

### Desfiles oficiais
| Data                    | Cidade         | Local                             | Convidado                                                                     | Público   | Ref.   |
| Brasil                  | Brasil         | Brasil                            | Brasil                                                                        | Brasil    | Brasil |
| ----------------------- | -------------- | --------------------------------- | ----------------------------------------------------------------------------- | --------- | ------ |
| 13 de fevereiro de 2016 | Rio de Janeiro | Rua Primeiro de Março             | - Nego do Borel                                                               | 200.000   | [ 14 ] |
| 24 de fevereiro de 2017 | Salvador       | Circuito Barra-Oninda             | - EdCity                                                                      | —         | [ 15 ] |
| 4 de março de 2017      | Rio de Janeiro | Rua Primeiro de Março             | - Pabllo Vittar - Nego do Borel - Aviões do Forró                             | 400.000   | [ 16 ] |
| 9 de fevereiro de 2018  | Salvador       | Circuito Barra-Oninda             | - Àttooxxá                                                                    | —         | [ 17 ] |
| 17 de fevereiro de 2018 | Rio de Janeiro | Avenida Presidente Antônio Carlos | - Clau - Luísa Sonza - Jojo Maronttinni - Nego do Borel - Alesso - Xand Avião | 530.000   | [ 18 ] |
| 1 de março de 2019      | Salvador       | Circuito Barra-Oninda             | - Steve Aoki - Jerry Smith                                                    | —         | [ 19 ] |
| 9 de março de 2019      | Rio de Janeiro | Rua Primeiro de Março             | - Lexa - Alesso - Jared Garcia                                                | 420.000   | [ 20 ] |
| 21 de fevereiro de 2020 | Salvador       | Circuito Barra-Ondina             | —                                                                             | —         | [ 21 ] |
| 29 de fevereiro de 2020 | Rio de Janeiro | Avenida Presidente Antônio Carlos | - Mc Rebecca - Luísa Sonza                                                    | 370.000   | [ 22 ] |
| 1 de março de 2020      | São Paulo      | Parque Ibirapuera                 | - Lexa - Thiago Martins - DJ Zulu - Pedro Sampaio                             | 2.000.000 | [ 23 ] |
| 17 de fevereiro de 2023 | Salvador       | Circuito Barra-Ondina             | - Oh Polêmico                                                                 | —         | [ 24 ] |
| 25 de fevereiro de 2023 | Rio de Janeiro | Rua Primeiro de Março             | - Jason Derulo - Saulo Fernandes - Zaac                                       | 1.000.000 | [ 25 ] |
| 9 de fevereiro de 2024  | Salvador       | Circuito Barra-Ondina             | - Marina Sena - MC Daniel - Lexa - Bruno Magnata                              | —         | [ 26 ] |
| 17 de fevereiro de 2024 | Rio de Janeiro | Rua Primeiro de Março             | - Dennis DJ - Justin Quiles - Lenny Tavarez                                   | 1.000.000 | [ 27 ] |
| 28 de fevereiro de 2025 | Salvador       | Circuito Barra-Ondina             | - Alinne Rosa - J. Eskine - Baiana System                                     | —         | [ 28 ] |
| 1 de março de 2025      | São Luís       | Avenida Litorânea                 | —                                                                             | 550.000   | [ 29 ] |
| 8 de março de 2025      | Rio de Janeiro | Rua Primeiro de Março             | - Wiu - J. Eskine                                                             | 1.100.000 | [ 30 ] |